# Platicefàlids
Els platicefàlids (Platycephalidae, gr. "cap ample") són una família de peixos teleostis de l'ordre Scorpaeniformes, distribuïts pels oceans Índic i Pacífic, per bé que algunes espècies han estat capturada a l'est del Mediterrani, se suposa que provinents del canal de Suez).

## Gèneres
- Gènere Ambiserrula (Imamura, 1996)
- Gènere Cociella (Whitley, 1940)
- Gènere Cymbacephalus (Fowler, 1938)
- Gènere Elates (Jordan i Seale, 1907)
- Gènere Grammoplites (Fowler, 1904)
- Gènere Inegocia (Jordan i Thompson, 1913)
- Gènere Kumococius (Matsubara i Ochiai, 1955)
- Gènere Leviprora (Whitley, 1931)
- Gènere Neoplatycephalus (Castelnau, 1872)
- Gènere Onigocia (Jordan i Thompson, 1913)
- Gènere Papilloculiceps (Fowler i Steinitz, 1956)
- Gènere Platycephalus (Bloch, 1795)
- Gènere Ratabulus (Jordan i Hubbs, 1925)
- Gènere Rogadius (Jordan i Richardson, 1908)
- Gènere Solitas (Imamura, 1996)
- Gènere Sorsogona (Herre, 1934)
- Gènere Suggrundus (Whitley, 1930)
- Gènere Sunagocia (Imamura, 2003)
- Gènere Thysanophrys (Ogilby, 1898)